# Myrbjörken
Myrbjörken är en sjö i Skinnskattebergs kommun i Västmanland och ingår i Norrströms huvudavrinningsområde. Sjön är 4,3 meter djup, har en yta på 0,06 kvadratkilometer och befinner sig 94,1 meter över havet. Sjön avvattnas av vattendraget Flenaån.

## Delavrinningsområde
Myrbjörken ingår i det delavrinningsområde (662505-150988) som SMHI kallar för Inloppet i Långbjörken. Medelhöjden är 107 meter över havet och ytan är 11,34 kvadratkilometer. Det finns inga avrinningsområden uppströms utan avrinningsområdet är högsta punkten. Flenaån som avvattnar avrinningsområdet har biflödesordning 5, vilket innebär att vattnet flödar genom totalt 5 vattendrag innan det når havet efter 196 kilometer. Avrinningsområdet består mestadels av skog (88 procent). Avrinningsområdet har 1,06 kvadratkilometer vattenytor vilket ger det en sjöprocent på 9,4 procent.